# Irene dels Països Baixos
Irene dels Països Baixos, duquessa de Parma (Palau de Soestdijk, als Països Baixos, 5 d'agost de 1939). Princesa dels Països Baixos amb el tractament d'altesa reial que després del seu divorci, l'any 1981, adoptà el títol de princesa de Lippe-Besterfeld. Des de 1977 i fins al 1981 fou duquessa de Parma.
La princesa Irene és tradicionalment la dotzena en la línia de successió del tron holandès, just després de la filla del príncep Friso, la comtessa Zaria. I també és coneguda com La Mare de la Duquessa, convertint-se en la mare del príncep Carlos, actual cap de la Casa de Borbó-Parma.

## Biografia
És filla de la príncep Bernat de Lippe-Biesterfeld i de la princesa hereva i llavors reina Juliana I dels Països Baixos. Per via paterna, Irene era neta del príncep Bernat de Lippe i de la comtessa Armgard von Cramm, i per via materna de la reina Guillermina I dels Països Baixos i del duc Enric de Mecklenburg-Schwerin.
Irene passà part de la infància entre el Regne Unit i el Canadà i no retornà als Països Baixos fins després de l'acabament de la Segona Guerra Mundial l'any 1945.

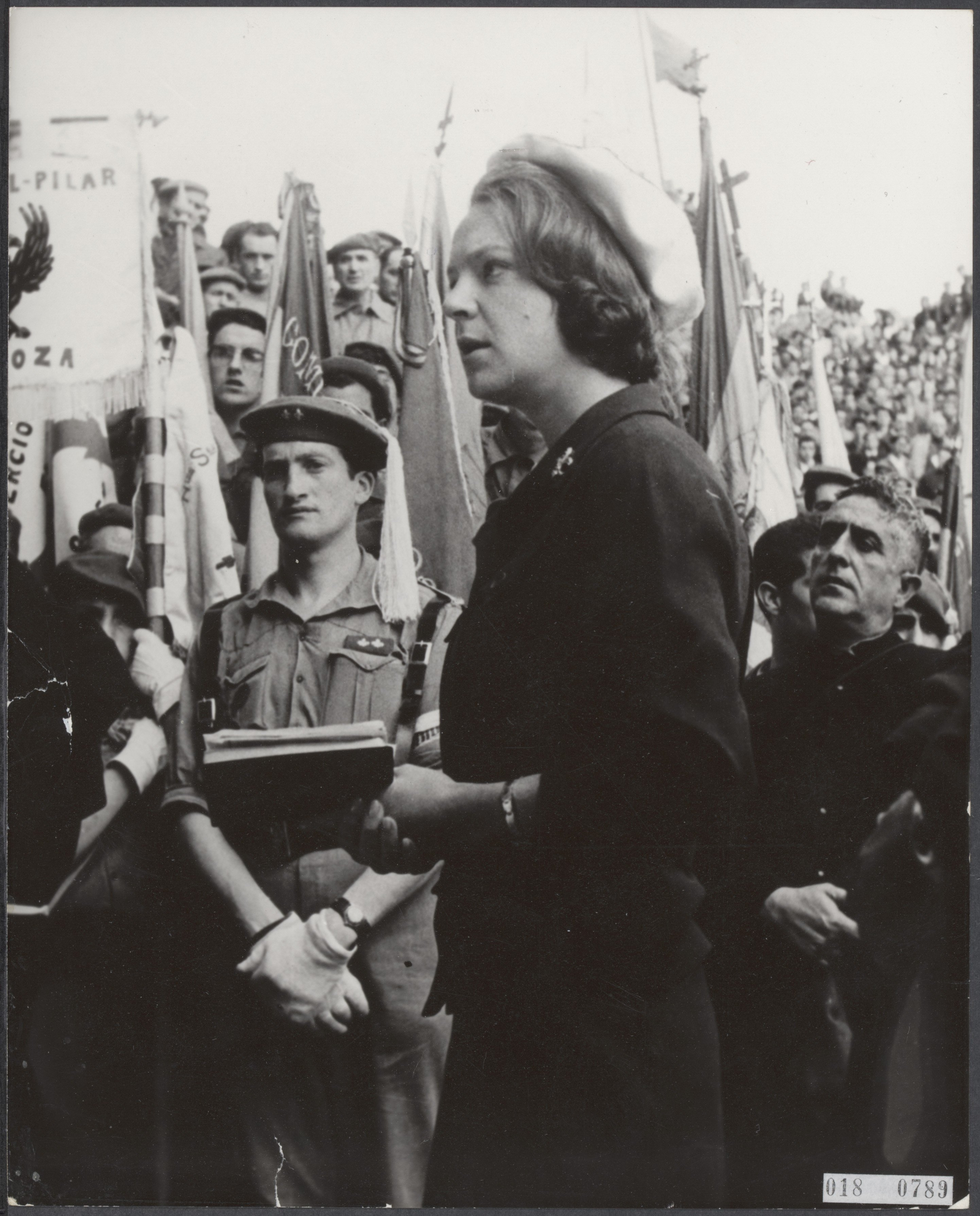
Presidència de la princesa Irene dels Països Baixos en el Via Crucis de Montejurra del 1965.

El dia 29 d'abril de 1964, a l'esquena de la Cort holandesa, contragué matrimoni amb el príncep Carles Hug de Borbó i Parma a la Capella del Palau Borghese de Roma. Carles Hug era l'hereu al tron ducal de Parma i a més a més fou nomenat cap de la branca carlista al tron d'Espanya. Carles Hug era fill del príncep Francesc Xavier de Borbó i Parma i de la princesa Magadalena de Borbó-Bousset. La parella tingué quatre fills:
- SAR el príncep Carles Xavier de Borbó i Parma, Príncep de Piacenza i Duc de Madrid, nat a Nimega el 1970.
- SAR la princesa Margarida de Borbó-Parma, Comtessa de Colorno, nada el 1972 a Nimega. Es casà l'any 2001 amb l'aristòcrata holandès Edwin Karel Willem de Roy van Zuydewijn.
- SAR el príncep Jaume de Borbó-Parma, Comte de Bardi i Duc de Sant Jaume, nat a Nimega el 1971.
- SAR la princesa Carolina de Borbó-Parma, Marquesa de Sala i Duquessa de Guernica, nada a Nimega el 1974.

El casament d'Irene que es realitzà a Roma no tingué el beneplàcit del parlament neerlandès per la qual cosa la princesa perdé els seus drets dinàstics i el títol de princesa dels Països Baixos. A més a més, els seus quatre fills i tota la seva descendència es veieren privats dels drets successoris al tron holandès.
Irene i Carles Hug tingueren un paper creixent a la vida política espanyola a partir del seu casament. La causa carlista, de la qual Carles Hug n'era el cap, revifà amb la possibilitat que el general Francisco Franco optés per Carles Hug en el debat successori en detriment del príncep i després rei Joan Carles I d'Espanya i altres possibles candidats.
La presència dels ducs de Parma en diversos actes oficials i els seus recorreguts per la geografia espanyola provocaren certs recels al Palau de la Zarzuela. La premsa espanyola es dedicà a la rivalitat entre Carles Hug i Joan Carles però també a la de les seves esposes, la princesa Irene i la princesa Sofia de Grècia.
Un dels últims actes que la parella realitzà en territori espanyol fou el romiatge de Montejurra l'any 1976 en què diversos atacs terroristes d'índole feixista provocaren dos morts en les files carlistes de Carles Hug. Després d'anys d'investigació i gràcies a una sentència d'un tribunal de Milà s'ha lligat els fets de Montejurra amb la presència d'escamots feixistes comandats pel príncep Sixte de Borbó-Parma, germà i contrari de Carles Hug.
La parella es divorcià l'any 1981 i la princesa Irene retornà de nou als Països Baixos mentre Carles Hug s'instal·lava a Brussel·les. Durant els últims la presència de la princesa Irene a la cort holandesa ha anat en augment.